# Jacques I. de Bourbon, comte de La Marche

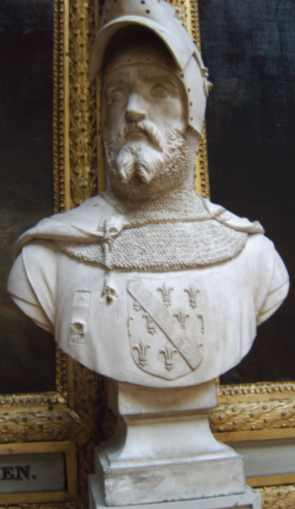
Büste in der Schlachtengalerie des Schloss Versailles

Wappen des Jacques de Bourbon

Jacques I. de Bourbon (deutsch: Jakob von Bourbon, * wohl 1319; † 6. April 1362 bei Lyon), auch „la Fleur des Chevaliers“ (deutsch: „die Blüte der Ritter“) genannt, war ab 1342 Graf von La Marche sowie von 1351 bis 1360 Graf von Ponthieu und von 1354 bis 1356 Connétable von Frankreich.

## Leben
Er war der zweite eheliche Sohn des Louis I., Herzog von Bourbon und Graf von La Marche, und der Marie d’Avesnes. Nach dem Tod des Vaters erbte er 1341 die Grafschaft von La Marche, während der ältere Bruder Pierre das Herzogtum Bourbon erhielt.
1341 und 1342 kämpfte Jacques im Bretonischen Erbfolgekrieg mit Charles de Blois gegen Jean de Montfort. 1346 nahm er an der Schlacht von Crécy teil, in der er verwundet wurde. Im gleichen Jahr verlieh ihm König Johann II. das Ponthieu. 1349 wurde er Generalkapitän des Languedoc. 1354 wurde er zum Connétable von Frankreich ernannt, 1356, noch vor der Schlacht bei Maupertuis, abgelöst und durch Gautier VI. de Brienne ersetzt. In dieser Schlacht wurde er erneut verwundet und geriet, wie auch König Johann II., in englische Gefangenschaft. Durch den Vertrag von Brétigny kam er wieder frei und verlor das das an England fallende Ponthieu. Anschließend kämpfte er gegen die entlassenen Söldner, die sich zu Banden, Grandes Compagnies genannt, zusammenschlossen und im Königreich als Straßenräuber ihr Auskommen suchten. Bei einem dieser Kämpfe, in der Schlacht bei Brignais in der Nähe von Lyon, wurden er und sein ältester Sohn tödlich verwundet. Beide wurden in der Kirche Saint-Jacques in Lyon bestattet.

## Ehe und Nachkommen
Jacques I. de Bourbon war seit 1335 mit Jeanne de Châtillon, Herrin von Condé und Carency (* 1320; † 1371) verheiratet. Ihre gemeinsamen Kinder waren:
- Isabelle (* 1340; † 1371) ⚭ (1) 1362 Louis II. de Brienne, Vizegraf von Beaumont († 1364, gefallen in der Schlacht von Cocherel); ⚭ (2) 1364 Bouchard VII. de Vendôme († 1371), Graf von Vendôme und Castres
- Pierre (* 1342; † 1362), Graf von La Marche
- Jean I. (* 1344; † 1393), Graf von La Marche und Vendôme
- Jacques I. (* 1346; † 1417), Herr von Préaux, Stammvater der Linie Bourbon-Préaux

Über seinen Sohn Jean ist Jacques I. de Bourbon in direkter Linie ein Vorfahre des französischen Königs Heinrich IV.